# Komariwci (stacja kolejowa)
Komariwci (ukr. Комарівці) – stacja kolejowa w miejscowości Wowkowynci, w rejonie chmielnickim, w obwodzie chmielnickim, na Ukrainie. Położona jest na linii Odessa – Lwów.

## Historia
Stacja powstała w 1871 na trasie Żmerynka - Wołoczyska - granica państwa, pomiędzy stacjami Serbinowce i Derażnia.